# Слепые (деревня)
Слепые — деревня в Дивеевском районе Нижегородской области. Входит в состав Верякушского сельсовета

## География
Находится на расстоянии приблизительно 26 километров по прямой на северо-восток от села Дивеево, административного центра района.

## История
Согласно местной легенде, название деревни дано по краже местной деревянной церкви, которую проспали местные жители. Известна с 1606 года, называлась также Круглинская, принадлежала одновременно нескольким помещикам. Перед войной в деревне было 154 двора и и 569 жителей, в 1978 80 и 160, в 1992 43 и 73. Работал колхоз «Онучинский»

## Население
Постоянное население составляло 41 человек (русские 100 %) в 2002 году, 14 в 2010.